# 파르테논 신전
파르테논 신전(고대 그리스어: Παρθενών, 영어: Parthenon)은 그리스 아테네의 아크로폴리스에 있는 명승고적으로, 고대 아테나이의 수호자로 여겨지던 아테나 여신에 봉헌된 신전이다. 건축 주 재료는 대리석으로, 기원전 447년 델로스 동맹의 위상이 가장 강성했을 적에 착공하여 기원전 438년에 건물의 뼈대가 완성되고, 외장 공사는 기원전 432년까지 진행됐다. 현존하는 고전기 그리스 건축물 가운데 가장 중요하며, 도리스식 기둥 양식 발전의 정점을 이룬 것으로 평가받는다. 또 신전의 장식 조각도 그리스 예술의 정수로 여겨진다. 파르테논 신전은 고대 그리스와 아테네의 민주정, 나아가 유럽 문화권의 오랜 상징이자 세계적으로 위대한 기념물로 인정받는다. 현재는 그리스 문화부에서 복원 및 개축 계획을 시행하고 있다. 파르테논을 비롯한 아테네 아크로폴리스에 딸린 여타 기념물은 페리클레스 시대에 페르시아의 외침을 막아내고 신께 승리를 고하는 의미로 지었던 것으로 보인다.
파르테논 신전이 건설된 자리에는 원래 아테나 여신의 옛 신전으로 역사가들은 이를 옛 파르테논 신전(Pre-Parthenon)이라 칭하는 건물이 있었으나, 기원전 480년에 페르시아의 침공으로 파괴되었다. 여타 그리스의 신전과 마찬가지로 파르테논 신전도 국가의 재무를 담당하는 건물로 쓰였으며, 특히 이곳은 한때 델로스 동맹의 금고로 쓰였다. 기원후 6세기에 파르테논 신전은 성모 마리아에 봉헌된 기독교 교회로 쓰였다.
아테네가 오스만 제국에 정복당한 뒤에 1460년대 초에 그 성격이 모스크로 변하였고 첨탑이 건설되었다. 1687년 9월 26일 파르테논 신전 안에 쌓아놓은 오스만 제국의 화약 더미가 베네치아군의 포격으로 불이 붙었다. 화약이 폭발하면서 신전과 그 조각물이 크게 훼손되었다. 1806년 엘진 경이 오스만 제국의 허가를 얻어 파르테논에 남은 일부 조각을 떼어냈다. 이 조각물은 오늘날 엘긴 대리석 조각군 또는 파르테논 대리석 조각군으로 불리는데, 1816년 런던의 대영 박물관에 매각되어 지금까지 그 곳에서 전시하고 있다. 그리스 정부는 엘긴 대리석 조각군을 다시 그리스로 반환해 주도록 노력하고 있으나, 아직까지 별다른 성과가 없는 상황이다.
1975년부터 정부 차원에서 대규모 보수 공사가 이루어지고 있으며, 가장 최근 공사는 2020년에 끝날 것으로 보였으나 아직 완공되지 못했다.

## 이름
이 신전의 '파르테논'이란 이름이 어디에서 나왔는지는 명확하지 않다. 제프리 M. 허윗(Jeffrey M. Hurwit)에 따르면, '파르테논'은 '처녀의 장소'를 뜻하며, 원래 파르테논 신전에 있던 어떤 특정한 방을 일컫는 말이었을 것이라고 하는데, 이것이 어느 방인지 그리고 그 방에 어떻게 이 이름이 붙었는지는 논란의 대상이다. 일설에서는 '파르테논'이 범아테네 축제 때 아테나에게 바치는 페플로스(고대 그리스의 여성 겉옷)를 아레포로이(해마다 아테나 여신을 위해 일하는 네 소녀)가 짜는 방이라고 한다. 크리스토퍼 펠링(Christopher Pelling)은 아테나 파르테노스가 아테나 폴리아스("도시의 아테나")와 관련되어 있긴 하지만 같지는 않은 개별적인 아테나 숭배 의식으로 이루어졌다고 주장하였다   이 이론에 따르면, '파르테논'이란 이름은 "처녀 여신의 신전"을 뜻하며, 아테나 파르테노스 숭배 의식이 이 신전과 관련이 있다는 것이다. 역시 그 기원이 불명확한 '파르테노스'(παρθένος)란 별칭은 "처녀, 결혼하지 않은 여자"를 뜻하며, 특히 야생 동물과 사냥, 식물의 여신인 아르테미스, 전쟁, 수공예 그리고 실용적인 것의 여신인 아테나를 이를 때 쓰는 말이다. 또 이 신전의 이름은 처녀들('파르테노이')를 암시하는데, 처녀들의 최고위 희생 의식은 도시의 안전을 보장하였다.
'파르테논'이란 이름이 신전 건축물군 전체를 분명히 일컫는 첫 사례는 기원전 4세기의 웅변가 데모스테네스의 말에서 나온다. 5세기에 건축 기록에서 이 건축물은 그저 '호 나오스'("신전")으로 불렀다. 건축가 므네시클레스와 칼리크라테스는 현존하지는 않지만 아테나이 건축에 대해 이들이 쓴 기록에서 이 건물을 '헤카톰페도스'("100피트의 키다리")라고 불렀다고 하며, 4세기와 나중에도 '파르테논'이란 이름 뿐 아니라 '헤카톰페도스' 또는 '헤카톰페돈'으로 불렸으며, 기원후 1세기의 저자 플루타르코스는 이 건물을 '헤카톰페돈 파르테논'이라고 칭하였다.
그리스 신화의 여신인 아테나에게 헌정된 신전이기 때문에 파르테논 신전은 종종 아테나의 로마식 이름, 미네르바의 신전이라고도 불렸다. 특히 19세기 서양에서 파르테논을 미네르바의 신전이라고 일컫는 경향이 가장 컸던 것으로 보인다.

## 건축

파르테논 신전의 바닥 평면도.

마라톤 전투(기원전 490~488년경) 직후 지금의 자리에 아테나 파르테노스에 바치는 성소를 짓고자 처음으로 시도하여, 튼튼한 석회암 기반을 깔고 아크로폴리스 꼭대기의 남쪽 부분을 편평하게 골라 넓혔다. 이 건물은 '헤카톰페돈'으로 대체되었으며, 아테나 폴리아스에 봉헌된 옛날 신전 옆에 서 있었을 것이다. 옛 파르테논 신전은 페르시아군이 기원전 480년에 아테나이를 약탈하고 아크로폴리스를 파괴할 때에도 아직 건설 중이었다.
기원전 5세기 중반, 아테나이의 아크로폴리스가 델로스 동맹의 중심지가 되고, 아테나이가 당대 문화 중심지가 되면서 페리클레스는 야심찬 건설 계획을 세워 5세기 후반기까지 이어졌다. 오늘날 아크로폴리스에서 보이는 가장 유명한 건축물인 파르테논 신전, 프로퓔라이아, 에렉테이온, 아테나 니케 신전은 이 시기에 세운 것이다. 파르테논 신전의 건축은 조각가 페이디아스가 총 감독을 맡았으며, 조각 장식도 그가 맡았다. 건축가인 익티노스와 칼리크라테스는 기원전 447년에 작업에 착수하여, 건물은 432년에 사실상 완공되었으나 장식 작업은 431년까지 이어졌다. 파르테논에 관한 일부 재정 기록이 남아있어 아테나이에서 16 km 떨어진 펜텔리코스 산에서 캐온 대리석을 아크로폴리스로 운반하는데 단일 항목으로 가장 많은 비용이 들었음을 보여준다. 건축 자금의 일부는 델로스 동맹의 금고에서 끌어다 썼는데, 이 곳 금고는 기원전 454년에 델로스 섬의 범그리스 성소에서 아크로폴리스로 옮긴 바 있었다.
근처의 헤파이스토스 신전은 도리스식 기둥 양식을 써서 가장 완벽하게 보존된 건축물이지만, 당대에는 파르테논 신전이 가장 훌륭한 것으로 여겨졌다. 존 줄리어스 쿠퍼(John Julius Cooper)는 파르테논 신전에 대해 "지금까지 가장 완벽한 도리스식 신전이란 평가를 받고 있으며, 고대에도 파르테논의 건축미는 전설적이었는데 스타일로베이트(stylobate, 기둥을 받치는 토대 최상단 부분)와 나오스(naos, 성상 안치소) 벽과 기둥의 엔타시스(entasis, 배흘림 기둥)의 미묘한 조화가 특히 그러하였다." 엔타시스란 기둥의 중심부로 갈수록 약간 굵어지는 배흘림 기둥을 말하는데, 궐련 모양으로 유명한 이전의 신전보다 파르테논의 엔타시스가 시각적으로 훨씬 미묘한 효과를 낸다. 스타일로베이트는 기둥이 서는 토대를 일컫는다. 여러 다른 그리스 고전기 신전처럼, 파르테논의 스타일로베이트도 위쪽으로 포물선 모양으로 약간 휘어져서 빗물이 밖으로 흐르도록 처리하였다. 토대가 휘어져 있으므로 기둥은 바깥 방향으로 기울게 되는데, 실제로 기둥은 안쪽으로 약간 기울어 있으며, 기둥의 높이는 모두 같으므로 위쪽의 처마도리(architrave, 평방)와 지붕 위도 휘어진다. 거햄 스티븐스(Gorham Stevens)는 "미묘하게 휘어지도록 설계한 규칙이 모든 데 적용된다"라고 지적하면서 더 나아가 서쪽 면이 동쪽 면보다 약간 지반이 높다는 점도 알아냈다. 이러한 "시각적 정교함"이 의도된 효과였는지에 대해서는 논란의 여지가 있으며, 종종 그러한 설계가 만곡이 없을 경우 건축물의 경우 건물이 둔중하게 보이는 것을 보완하기 위한 것이라고 주장하기도 하는데, 개념상 직선적인 신전보다는 파르테논보다 훨씬 더욱 휘어진 구조의 이전 건축물과 비교가 필요하다. 
파르테논을 비롯한 이곳 아크로폴리스에 대한 일부 연구에서 건축물의 비율 상당 부분이 황금비에 근접한다고 결론을 내렸다. 파르테논의 정면부와 정면부의 여러 건축 요소나 다른 곳도 황금 사각형의 모양으로 볼 수 있다. 황금비가 건축 설계에 쓰였다는 주장은 최근 연구에서 논란이 되고 있다.
맨 위쪽 단에서 측정했을 때 파르테논의 기단 면적은 69.5m x 30.9m의 사각형이다. 구조상 지붕을 받치기 위해 필요한 두 줄로 된 내부 주랑을 비롯하여 성소 안치실(cella 또는 naos)은 길이는 29.8m이고, 폭은 19.2m이다. 바깥의 도리스식 열주는 직경이 1.9m이고, 높이는 10.4m이다. 각 모퉁이의 기둥은 직경이 약간 더 크다. 파르테논 신전은 외부에 46개의 기둥이 있고, 안에는 23개의 기둥이 있다. 스타일로베이트는 가운데 부분으로 갈수록 높아져, 가운데 부분은 동쪽과 서쪽 끝 부분보다 60mm 높아지며, 측면보다 110mm 높다. 지붕은 임브렉스와 테굴라(imbrex, tegula, 지붕에 덮는 기와)라는 큰 대리석 기와로 덮혀 있었다.

## 이후 역사

### 고대 후기

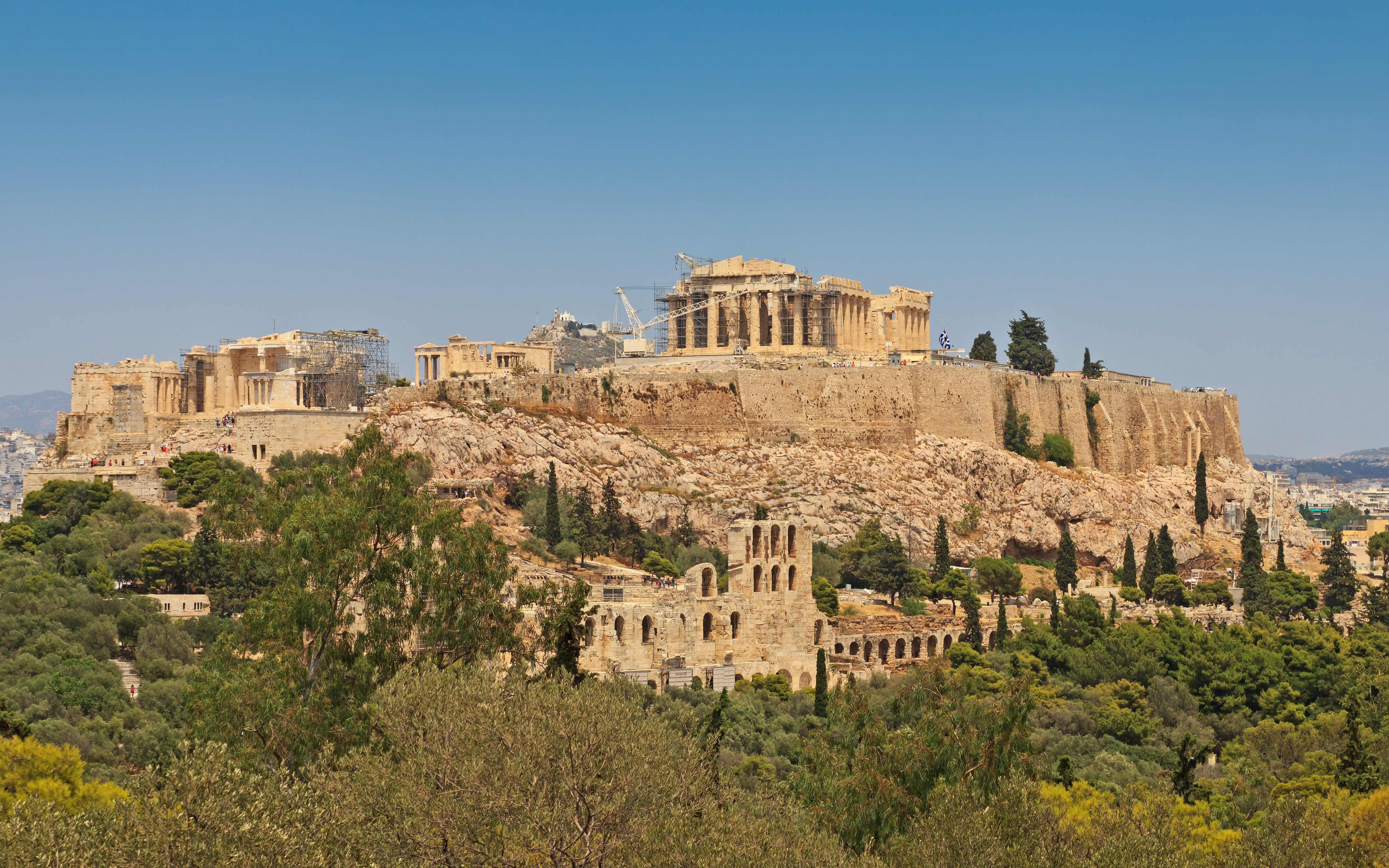
아크로폴리스 언덕 중앙에 자리잡은 파르테논

서기 3세기 중반 직후 파르테논에 큰 화재가 발생하여 지붕과 성소 내부의 상당 부분이 소실되었다. 276년에 헤룰리 해적이 아테나이를 약탈하는 와중에 대부분의 공공 건물이 파괴되었는데 그중에는 파르테논도 있었다. 배교자 율리아누스 황제의 치세인 4세기에 복구 작업이 이루어졌다. 성소 위로 목재 지붕을 치고 점토 기와를 덮었는데, 원래 지붕보다 훨씬 경사가 급했으며, 건물 주변이 노출되었다.
파르테논은 건립 이래 천 년 가까이 아테나 여신의 신전으로 유지되었지만 435년 테오도시우스 2세가 동로마 제국의 모든 이교 신전을 폐쇄하라는 칙령을 내리면서 같이 폐쇄된다. 5세기 중 정확히 언제 파르테논이 신전으로서 폐쇄되었는지는 논쟁이 되고 있다. 파르테논 신전의 폐쇄 시점을 제논이 남은 신전에 대해 폐쇄 명령을 내린 481~484년으로 비정하기도 하는데, 당시 파르테논은 아테나이에서 고대 종교의 본산이었으며, 신전에서 그리스의 제의를 복원하기로 약속했던 일루스의 지원을 받았기 때문이었다.
5세기의 어느 시점에 아테나 여신상은 동로마 황제에 의해 약탈되어 콘스탄티노폴리스로 옮겨졌다. 이후 여신상은 1204년 4차 십자군 당시 콘스탄티노폴리스 약탈이 벌어졌을 때 파괴된 것으로 보인다.

### 기독교회
6세기 말에파르테논은 기독교 교회로 전용되어 파르테노스 마리아(동정녀 마리아)의 교회 또는 테오토코스(하느님의 어머니) 교회가 되었다. 건물의 방향은 동쪽을 향하게 바뀌었으며, 주 출입구는 건물 서편에 배치되었다. 건물 동편에 기독교식 제대와 성상이 배치되고, 과거 신전 현관(프로나오스)이 있던 곳에 후진(앱스)이 추가되었다. 신전 내실(켈라)에 벽을 만들고 거대한 중앙 문과 옆문을 설치해 교회의 중랑과 배랑을 구분했다. 신전 후실(오피스토도모스)와 열주랑(페리스타일) 사이 공간은 벽으로 막혔으며 여러 개의 문이 나 있어 통행할 수 있었다. 벽에는 성상이 그려졌교 기둥에는 기독교 비문이 새겨졌다. 그러다 보니 조각 일부가 제거되거나 흩어질 수밖에 없었다.
파르테논은 비잔티움 제국에서 콘스탄티노폴리스, 에페소스, 테살로니키에 이어 네 번째로 중요한 기독교 순례지가 되었다. 1018년, 바실레이오스 2세는 불가리아인에 최종 승리를 거둔 직후에 오로지 파르테논에 기도할 목적만으로 아테나이에 순례를 오기도 했다. 중세 그리스어로 이곳은 테오토코스 아테니오티사 사원이라고 불렸으며, 무슨 사원인지 정확히 설명하지 않아도 될 만큼 유명한 곳으로 언급되기도 했다.
라틴 제국 지배기에는 250년간 로마 가톨릭교회 성모 성당이 되었다. 이 시기에 감시탑 또는 종탑 목적으로 켈라의 남서쪽 구석에 나선형 계단을 갖춘 탑이 세워지고, 파르테논 바닥 아래로 묘실이 생겼다.

### 이슬람 모스크

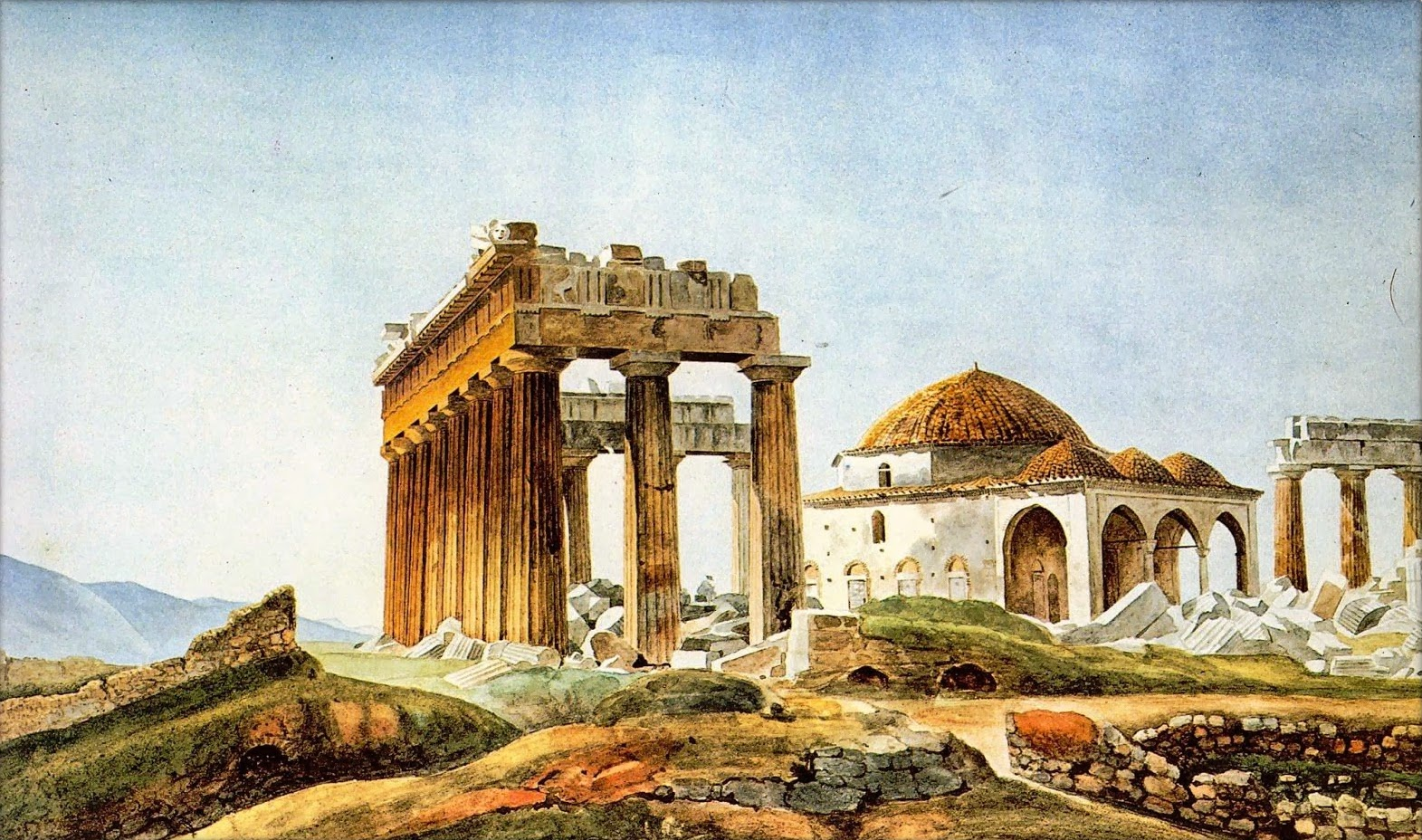
파르테논의 잔해와 1715년 이후에 건설된 오스만 모스크. 피에르 페이티에 1830년 초기작.

1456년 아테네를 침공한 오스만 튀르크군이 아크로폴리스를 지키고 있던 피렌체군을 상대로 1458년 6월까지 공성전을 벌이다 항복을 받아냈다. 그 직후 튀르크인들은 파르테논을 그리스 정교회에 돌려주고 교회로 쓰도록 둔 것 같다. 그러다 15세기 말에 어느 시점에 파르테논은 모스크가 되었다.
튀르크 치하에서 정확히 어떤 사정으로 모스크로 전용되었는지는 불분명하다. 한 기록을 보면 오스만의 지배에 대항하는 한 아테네 사람을 벌하기 위해 메흐메트 2세가 파르테논을 모스크로 바꾸라고 명령했다고 한다.
파르테논의 후진은 미흐라브가 되었고, 가톨릭 성당이던 시절에 건설된 탑은 위쪽으로 더 높게 쌓아 첨탑이 되었다. 내부에 민바르도 설치되었고 기독교식 제대와 성상은 제거되었다. 벽에 그려진 기독교 성상과 도상을 가리기 위해 흰색으로 칠해졌다.
파르테논이 교회와 모스크로 개조되긴 했지만 기본적인 구조는 원형을 유지하고 있었다. 1667년 터키인 여행자 에블리야 첼레비는 파르테논의 조각에 경탄하며 이 건축물을 두고 "인간 행위로 만들어지지 않은 난공불락의 요새 같다"라고 묘사하기도 했다. 그가 지은 시문에는 "사람의 손보다는 천국 자체에 가까운 작품, 영원히 그 자리에 남아 있으리라"라고 표현하기도 했다. 프랑스 예술가 자크 카리는 1674년에 아크로폴리스를 방문하고 파르테논의 조각 장식을 스케치했다. 1687년 초 플랑티에라는 기술자는 프랑스인 그라비에 도르티에르를 위해 파르테논의 스케치를 그렸다. 카리의 그림을 비롯해 이러한 스케치 기록은 1687년 말 건축물이 심하게 훼손되기 전 파르테논과 여러 조각상의 상태를 알려주는 중요하고도 거의 유일한 증거가 된다.

### 파괴

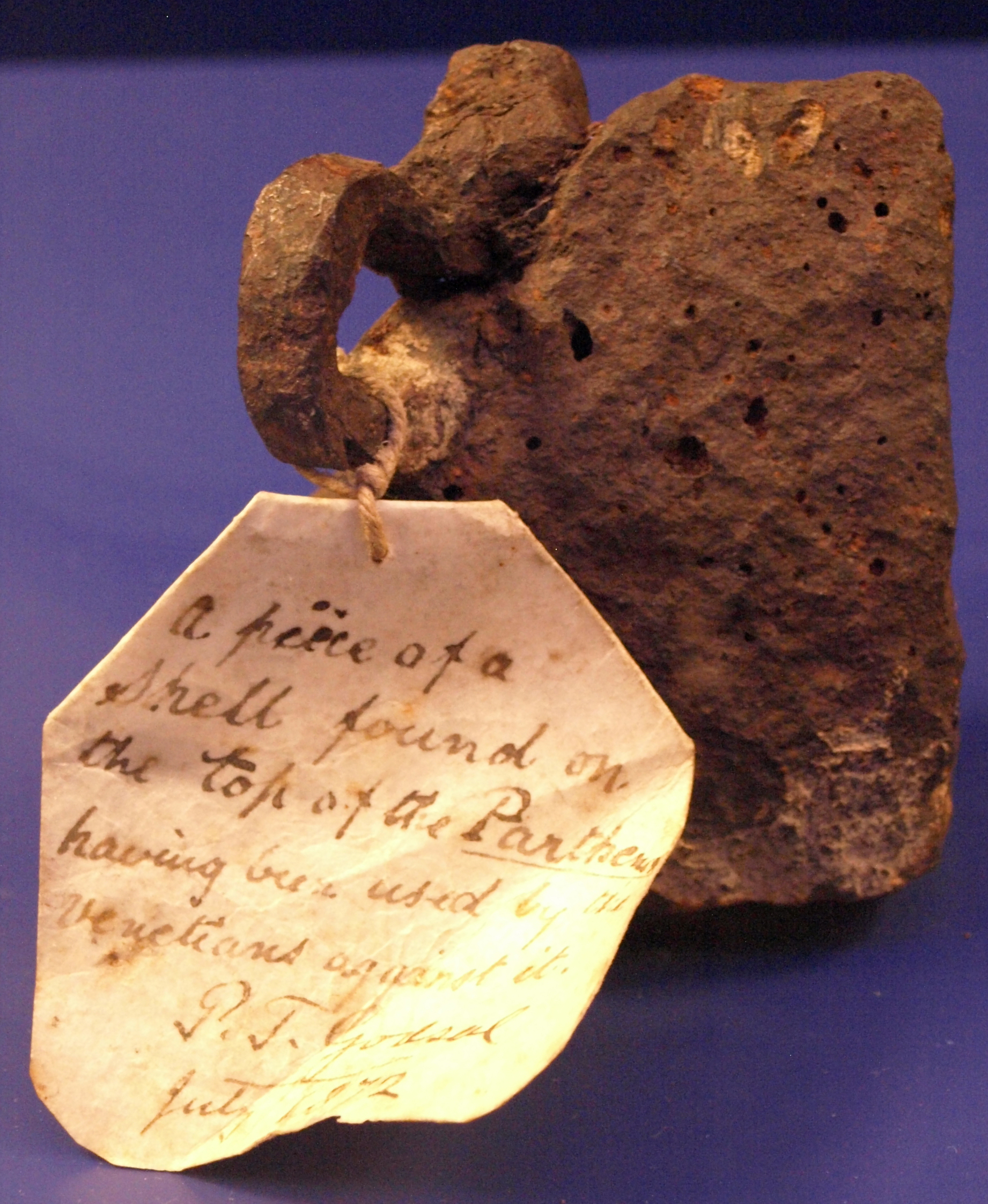
파르테논의 벽 위에서 발견된 포탄 조각. 베네치아군의 공성전 때 생긴 것으로 보인다.

1687년, 오랜 역사를 견뎌왔던 파르테논은 가장 심각한 파괴를 겪는다. 모레아 전쟁(1684~1699년) 당시 베네치아는 프란체스코 모로시니 장군의 원정대를 보내 아테네를 침공하고 아크로폴리스를 포위했다. 오스만 튀르크 군대는 아크로폴리스를 요새화했으며 파르테논을 화약 창고로 쓰고 있었다. 1656년에 이미 폭발 사고로 당시 튀르크인 주민들의 거처로 쓰이던 프로필라이아가 심하게 훼손된 바 있어 위험이 예견되었던 터였다.

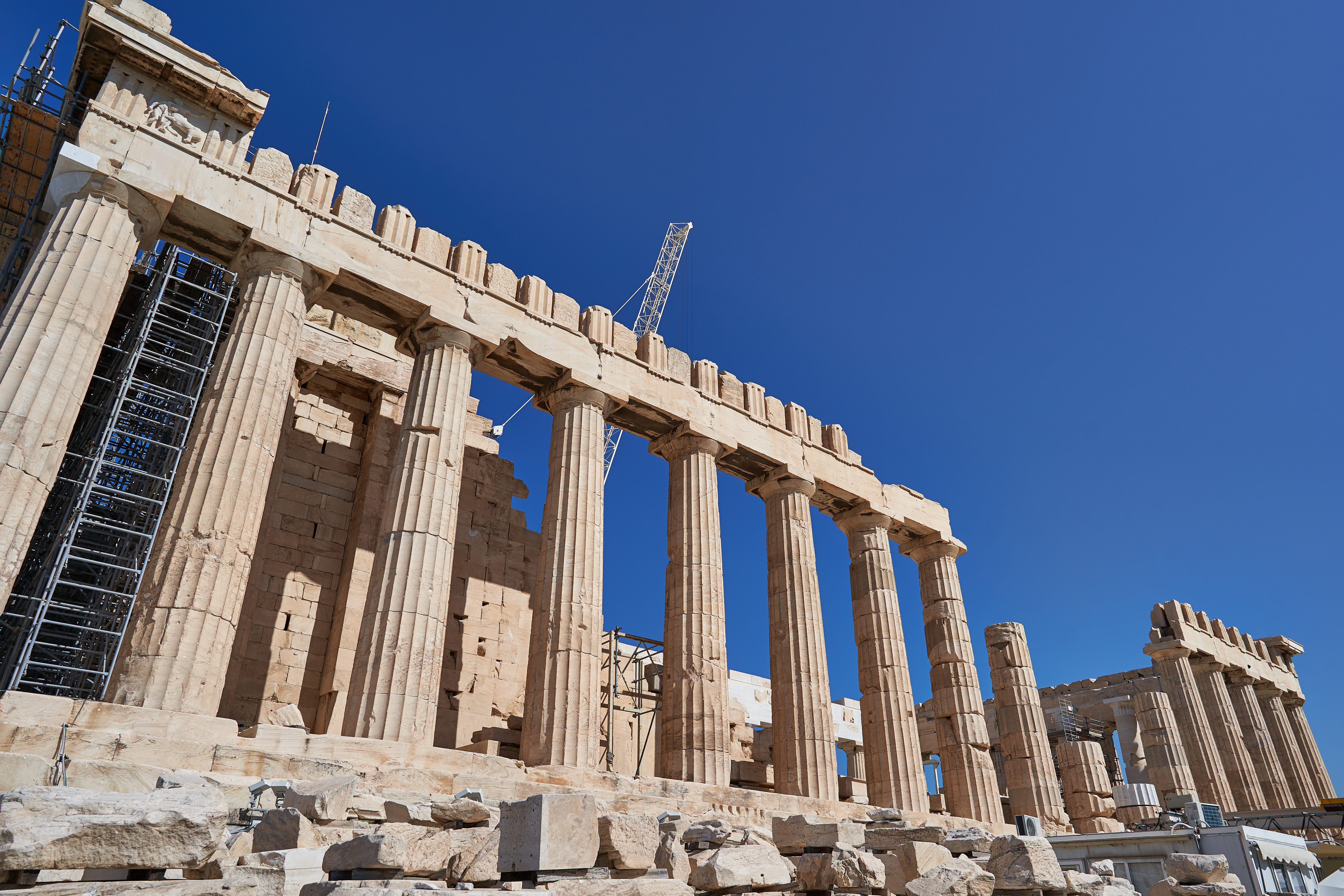
파르테논 남쪽 면. 1687년 포격으로 심각하게 파괴된 상태이다.

9월 26일 베네치아군이 필로파포스 언덕에서 쏜 대포가 화약 창고에 맞아 폭발하면서 건축물이 반파되었다. 폭발로 파르테논의 중간 부분이 파괴되고 켈라의 벽도 산산이 부서졌다. 그리스의 건축가이자 고고학자인 코르닐리아 하치아슬라니는 "성전의 네 벽 중 세 부분이 거의 붕괴되고 프리즈의 조각상 중 3/5가 무너졌다. 지붕은 겉으로 봐서는 아무것도 남아 있지 않았다. 남쪽 면의 여섯 기둥과 북쪽 면의 여덟 기둥이 무너졌고 동쪽 현관에는 기둥이 하나만 남았다. 기둥이 무너지면서 위쪽에 있는 아키트레이브, 트리글리프, 메토프의 무수한 대리석 조각들이 떨어졌다." 이 폭발로 튀르크 방어군 주변으로 대리석 파편이 튀면서 약 3백 명이 사망했으며, 큰 화재가 발생해 폭발 다음 날까지 이어지면서 수많은 가옥이 전소되었다.
당시의 기록을 보면 파르테논 파괴가 의도적이었는지 사고에 의한 것인지에 대해 엇갈리는 증언이 나온다. 독일인 장교 소비에볼스키의 기록에 따르면, 어느 튀르크군 탈영자가 모로시니에게 와서 베네치아군이 역사적으로 중요한 이 건축물을 조준하지 않게끔 튀르크군이 파르테논을 어떻게 쓰고 있는지 알려줬다. 그러고도 모로시니는 포병대로 하여금 파르테논을 겨누라고 명령했다는 것이다. 그런 다음 모로시니는 파르논의 잔해에서 조각상을 약탈하여 더욱 심각한 손상을 초래했다. 베네치아 병사들이 건축물의 서쪽 박공에서 포세이돈과 아테나의 말 조각상을 떼네려다가 땅에 떨어뜨려 부서졌다.
다음해 튀르크군 대규모 병력이 칼키스에 집결하자 충돌을 피하기 위해 베네치아군은 아테네를 포기했다. 이때 베네치아군은 튀르크군이 아크로폴리스를 다시 요새화하지 못하도록 아크로폴리스에 남아 있는 건물과 파르테논을 완전히 폭파하는 방안을 고려했으나 실행되지는 않았다. 튀르크군이 아크로폴리스를 탈환하자 파르테논 폭발로 생긴 자갈을 이용해 신전 폐허 안에 작은 모스크를 건설했다. 이후 한 세기 반 동안 남은 구조물의 잔해가 건축 자재로 쓰이거나 귀중한 작품이 약탈당했다.
18세기에 오스만 제국은 침체기에 접어들면서 유럽인들이 아테네로 방문하기 더 쉬워졌다. 이들은 파르테논의 회화적인 폐허를 그림으로 남겨 그리스 문화 애호가 생기고 영국과 프랑스에서 그리스 독립에 동정적인 여론이 나타나낸 데 일조했다. 이때 아테네를 방문한 여행자와 고고학자들 가운데 제임스 스튜어트와 니콜라스 레벳은 딜레탕트 협외의 요청으로 고전기 아테네의 폐허를 조사하기 위해 파견되었다. 이들은 최초의 파르테논 측량도를 그렸으며 1787년 <아테네 고적 측량 및 상세 기술> 2권에서 출간되었다. 1801년 주콘스탄티노폴리스 영국 대사 엘긴 백작은 술탄의 모호한 허가를 얻어내 아크로폴리스의 고적의 본을 뜨고 그림을 그렸다.

### 그리스 독립 이후
오스만 제국에서 독립한 그리스가 1832년에 아테네를 되찾자 파르테논 모스크에서 외부에 드러난 첨탑 부분이 폭파되었다. 다만 첨탑 기단과 아키트레이브 높이까지 이어진 나선 계단은 그대로 남은 상태였다. 이내 아크로폴리스에 있던 중세 시대와 오스만 제국 시대의 구조물들이 파괴되었다. 하지만 아크로폴리스를 찍은 최초의 사진인 1842년 졸리 드 로비니에르의 사진을 보면 파르테논 켈라 안에 세워진 작은 모스크가 그대로 보존되어 있음을 알 수 있다. 아크로폴리스는 그리스 정부가 관리하는 유적지가 되었다. 19세기 말 파르테논은 유럽인과 미국인 사이에서 뛰어난 인간의 건축적 성취로 여겨졌으며, 프레데릭 에드윈 처치와 스탠퍼드 로빈슨 기퍼드 등 많은 예술가들이 방문해 작품의 대상이 되었다. 오늘날 매년 수백만 명의 관광객이 아크로폴리스를 찾고 있다.

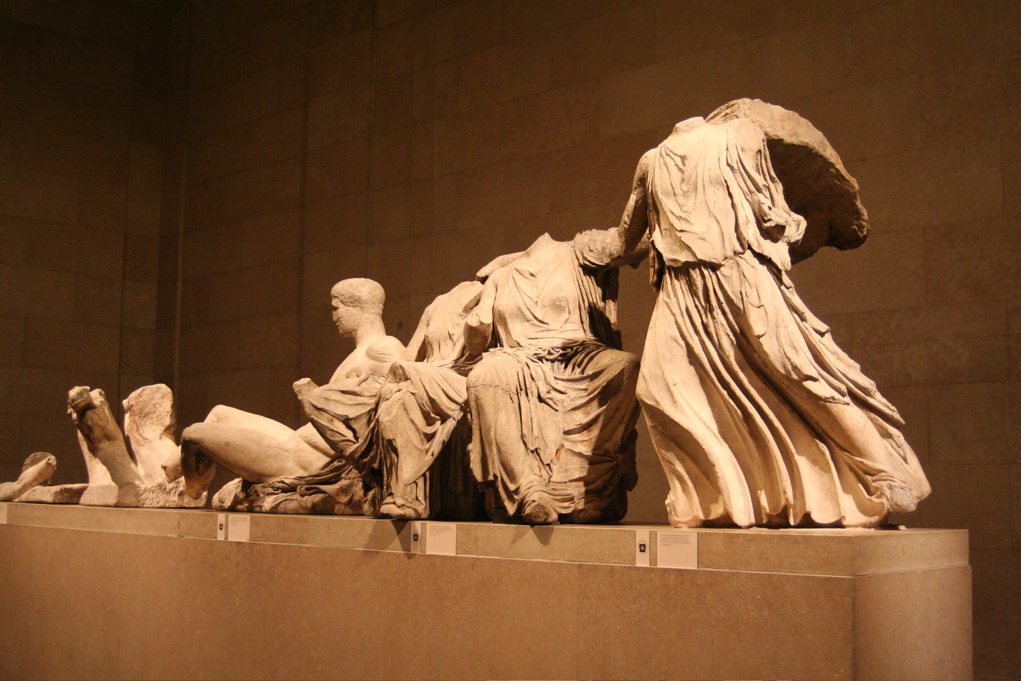
영국 박물관에 전시된 파르테논의 박공 조각상

### 조각상 논란
1801년에서 1803년 사이 엘긴 백작이 파르테논에서 떼어간 조각상은 영국 박물관으로 반출되었으며, 논란의 중심이 되었다. 파르테논 조각상의 일부는 파리 루브르 박물관, 코펜하겐 등지에도 있고 절반 이상은 아테네의 아크로폴리스 박물관에 보관되어 있다. 또한 파르테논에도 일부 조각상이 남아 있다. 그리스 정부는 1983년부터 영국 박물관을 상태로 엘긴 대리석 조각군의 그리스 반환을 요구하는 여론전을 벌이고 있다. 영국 박물관은 조각상 반환에 완강히 거부하고 있으며, 영국 정부 역시 입법을 통해 박물관의 유물 반환을 강제하는 데 소극적인 입장이다. 2007년 5월 4일, 런던에서 그리스와 영국 문화부 선임 대표 및 법률 자문관의 회담이 있었다.

## 복원

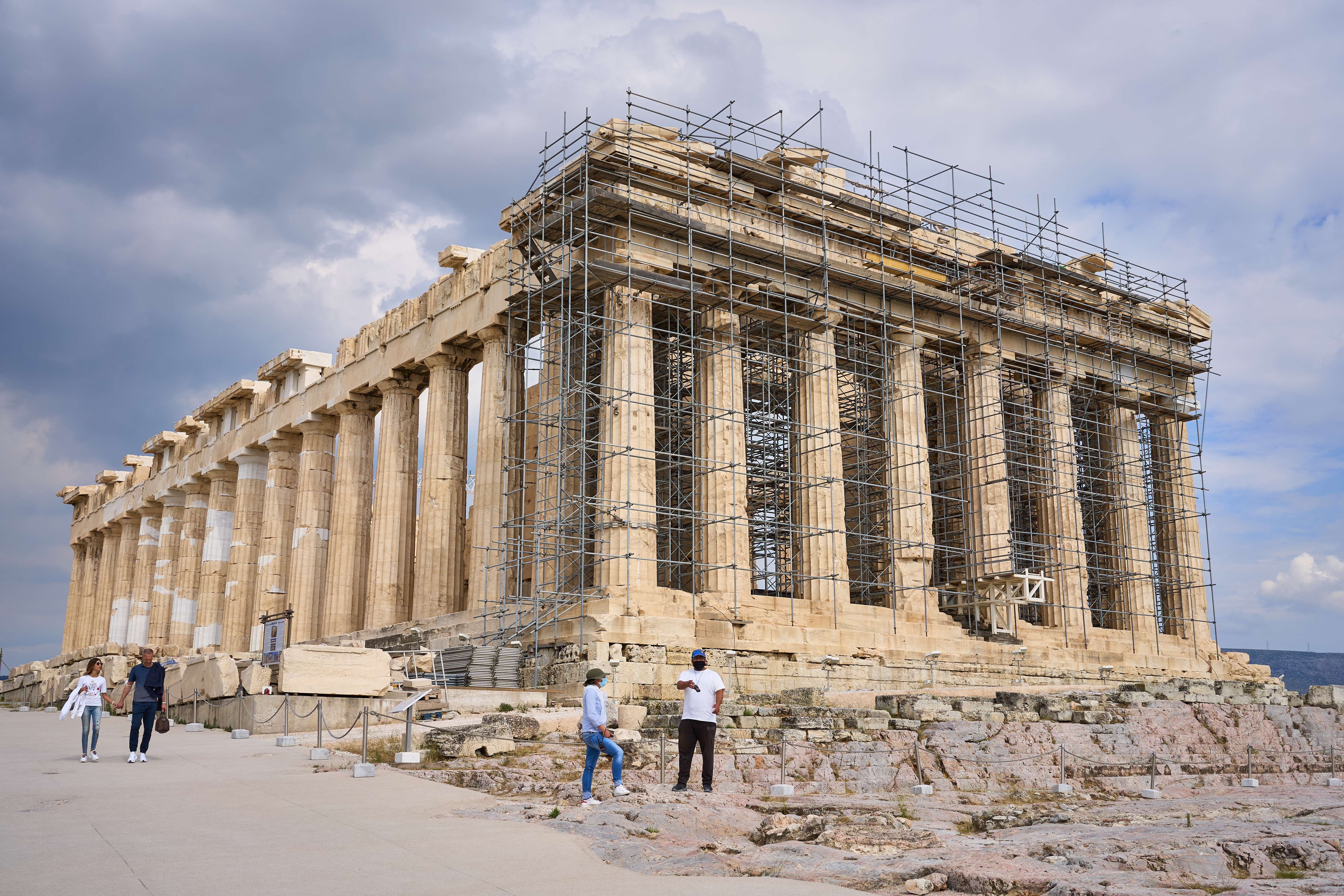
Restoration works in 2021

1975년 그리스 정부는 파르테논을 비롯한 아크로폴리스의 건축물 복원을 추진했다. 얼마간 지연이 있었지만 아크로폴리스 기념물 보존 위원회가 1983년에 출범했다. 이 프로젝트는 유럽 연합의 자금 및 기술 지원을 받았다. 고고학 위원회에서 유적지에 남은 모든 유물을 철저하게 기록했으며, 협력해 각 부재의 원래 위치를 정하기 위해 컴퓨터로 모델링하는 데 건축가들이 참여했다. 특히 중요하면서도 훼손되기 쉬운 조각상들은 기중기를 동원해 아크로폴리스 박물관으로 이전되었다. 과거에 이루어진 복원 작업에서 부정확한 부분이 발견되기도 했는데, 이러한 부분은 다시 해체되어 신중하게 복원되고 있다.
갈라진 블록은 길쭉한 철제 H형강 핀을 사이에 박아 결합했는데, 쇠가 부식되지 않게끔 핀은 납으로 도금했다. 19세기에 제작된 결합 핀은 도금되어 있지 않아 부식을 겪고 있으며 녹이 커지면서 도리어 대리석이 더 갈라지는 피해가 발생하기도 했다.

## 같이 보기
- 파르테논 (내슈빌): 파르테논 신전의 원래 모습을 완전히 재현한 미국 내슈빌의 건축물
- 아테나 파르테노스 : 파르테논 신전 내부에 있던 거대한 조각상
- 판테온 (로마)

## 여담
파르테논 신전의 모습은 유네스코의 로고이기도 하다